# I Don’t Feel Like Dancin’
I Don’t Feel Like Dancin’ – pierwszy singel z drugiego albumu amerykańskiej grupy pop dance Scissor Sisters zatytułowanego „Ta-Dah”. Został napisany przez Eltona Johna, który jest również jego współproducentem. Singel przez wiele tygodni zajmował pierwsze miejsca na listach przebojów w takich krajach jak Australia, Kanada i Wielka Brytania.

## Informacje o singlu
Singel był dostępny w większości płatnych serwisów muzycznych już 19 lipca 2006, choć oficjalnie wydany został 4 września 2006. Piosenka stała się bardzo popularna przede wszystkim w Wielkiej Brytanii, gdzie przez cztery tygodnie znajdowała się na pierwszym miejscu UK Singles Chart. Pojawiły się również podejrzenia, że utwór może być kopią słynnego hitu Leo Sayera „You Make Me Feel Like Dancing” z 1976, jednak badania porównawcze ekspertów wykluczyły taką możliwość. Według jednego z członków zespołu piosenka opowiada o niechęci wobec wieczornych wyjść z domu i możliwości spędzania wolnego wieczoru w domu.

## Teledysk
Teledysk do utworu przedstawia unieruchomionych członków zespołu w przedziwnych sytuacjach, z nietypową mimiką, bądź przyjmujących różne pozycje ciała. Podczas zbliżenia kamerą postacie ożywają i dopowiadana jest dalsza część historyjki.

## Inne wersje utworu
- 10" Vinyl Square Picture Disc 1705497

1. „I Don’t Feel Like Dancin'” (Album Version) 4:48
2. „I Don’t Feel Like Dancin'” (Linus Loves Vocal edit) 4:02

- UK CD 1 1705491

1. „I Don’t Feel Like Dancin'” (Album Version) 4:48
2. „Ambition” 4:39

- UK CD 2 1707529

1. „I Don’t Feel Like Dancin'” (Album Version) 4:48
2. „I Don’t Feel Like Dancin'” (Linus Loves Dub) 5:54
3. „I Don’t Feel Like Dancin'” (video)

- International CD Single

1. „I Don’t Feel Like Dancin'” (Album Version) 4:48
2. „Ambition” 4:39
3. „I Don’t Feel Like Dancin'” (Linus Loves Vocal edit) 4:02
4. „I Don’t Feel Like Dancin'” Video

- UK iTunes Digital Single

1. „I Don’t Feel Like Dancin'” (Radio Edit)
2. „Ambition” 4:39

## Oficjalne remixy
1. I Don’t Feel Like Dancin’ (Erol Alkan Carnival of Light Re-Work)
2. I Don’t Feel Like Dancin’ (Linus Loves Vox)
3. I Don’t Feel Like Dancin’ (Linus Loves Dub)
4. I Don’t Feel Like Dancin’ (Linus Loves Vocal Edit)
5. I Don’t Feel Like Dancin’ (Paper Faces Mix)
6. I Don’t Feel Like Dancin’ (Teenage Badgirl Mix)
7. I Don’t Feel Like Dancin’ (The Young Punx Remix)

## Pozycje na listach przebojów
| Lista (2006)                                  | Najwyższa pozycja | Certyfikat |
| --------------------------------------------- | ----------------- | ---------- |
| Argentina Top 40 Singles                      | 12                |            |
| Ö3 Austria Top 40                             | 1                 |            |
| Australian ARIA Singles Chart                 | 1                 |            |
| Belgian Singles Chart                         | 1                 |            |
| Brazilian Hot 100 Singles                     | 41                |            |
| Brazilian Top 40 Dance Traxx                  | 3                 |            |
| Bulgarian Airplay Chart                       | 1                 |            |
| Canadian BDS Airplay Chart                    | 6                 |            |
| Chilean Airplay Chart                         | 22                |            |
| Colombian Singles Chart                       | 43                |            |
| Czech IFPI Chart                              | 7                 |            |
| Danish Singles Chart                          | 4                 |            |
| Dutch Mega Top 50                             | 2                 |            |
| Dutch Top 40                                  | 2                 |            |
| Euro Top 20                                   | 1                 |            |
| European Singles Chart                        | 1                 |            |
| Estonian Singles Chart                        | 1                 |            |
| Estonian Airplay Chart                        | 2                 |            |
| Finnish Singles Chart                         | 2                 |            |
| French Singles Chart                          | 33                |            |
| German Singles Chart                          | 1                 | Złoto      |
| Greek Singles Chart                           | 21                |            |
| Irish Singles Chart                           | 2                 |            |
| Italian Singles Chart                         | 5                 |            |
| Japanese Singles Chart                        | 14                |            |
| Latin America Top40                           | 19                |            |
| Latvian Singles Chart                         | 8                 |            |
| Mexican Singles Chart                         | 50                |            |
| New Zealand Singles Chart                     | 6                 |            |
| Norwegian Singles Chart                       | 1                 |            |
| Peruvian Singles Chart                        | 51                |            |
| Polish Singles Chart                          | 6                 |            |
| Russian Tophit Airplay/Singles Chart          | 16                |            |
| Slovak Airplay Chart                          | 2                 |            |
| Swedish Singles Chart                         | 1                 | Platyna    |
| Swiss Singles Chart                           | 1                 |            |
| UK Top 75 Singles Chart                       | 1                 |            |
| UK Downloads Chart                            | 1                 |            |
| United World Chart                            | 2                 |            |
| U.S. Billboard Bubbling Under Hot 100 Singles | 2                 |            |
| U.S. Billboard Pop 100                        | 72                |            |
| U.S. Billboard Dance Airplay                  | 2                 |            |

| Rok  | Lista                | Pozycja |
| ---- | -------------------- | ------- |
| 2006 | German Singles Chart | #18     |
| 2007 | German Singles Chart | #57     |

| Lista (2000–2009)    | Pozycja |
| -------------------- | ------- |
| German Singles Chart | 66      |
| UK Singles Chart     | 72      |